# リップクリーム

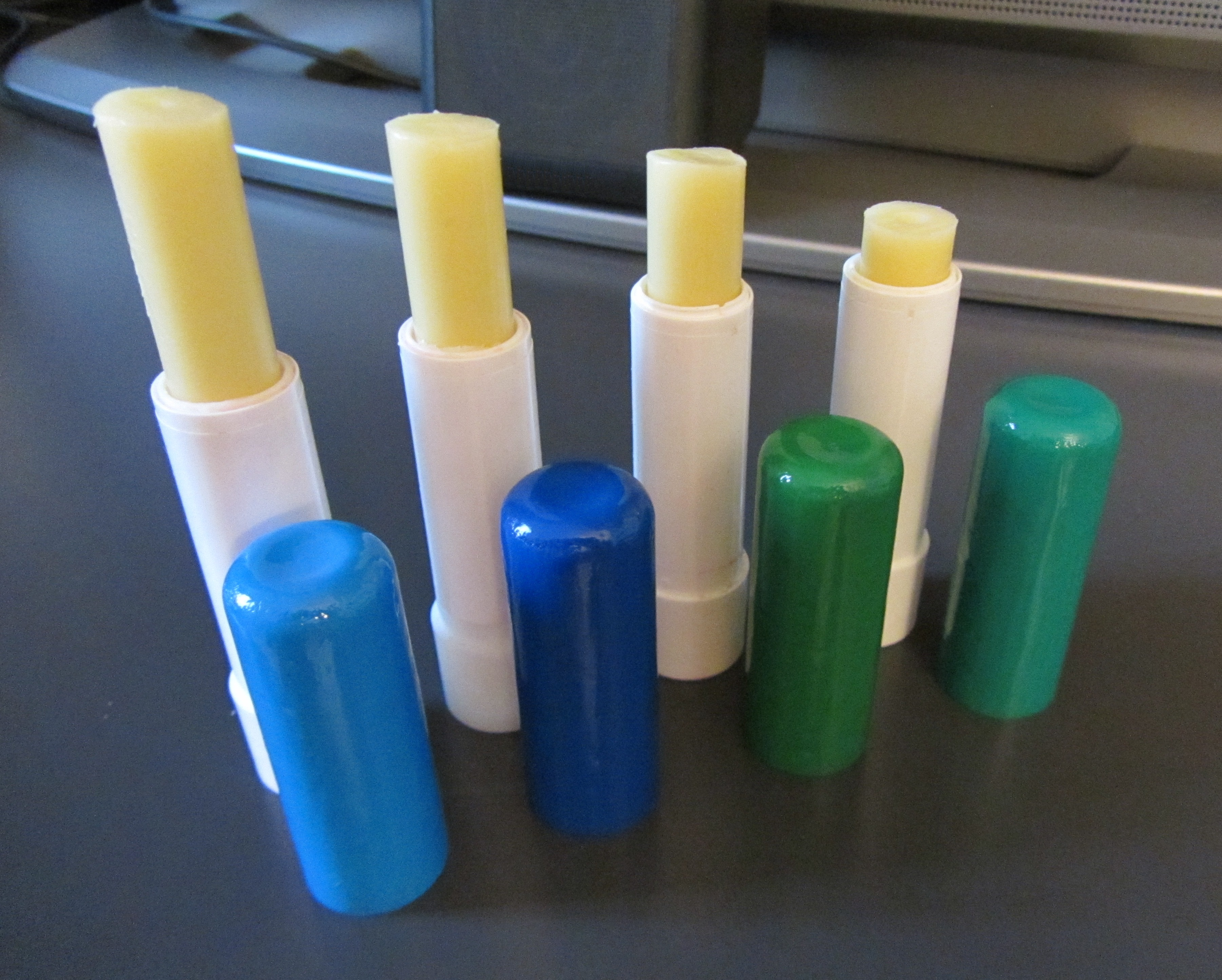
リップクリーム

リップクリーム（chapstick、lip balm）、またはリップバームとは、唇に塗る軟膏剤のことである。

## 概要
唇の乾燥を防ぐために塗るのが主な目的であるが、ほかにも、口角炎、口内炎、単純疱疹の治療にも使用される。通常ミツロウ、ワセリン、ラノリン、メントール、ショウノウなどに香料を加えてつくられている。メーカーによってはビタミン、ミョウバン、サリチル酸、アスピリン、ココアバター、アロエベラなども加えられる。なお、リップクリームとは和製英語であり、英語圏では通常「Lip balm」と表現する。
リップクリームの使用目的は唇と外気との間に薄い油膜を作ることである。唇は角質層が薄く粘膜がむき出しになっているため、他の皮膚よりも外気の影響を受けやすい。リップクリームを塗ることで乾燥などを防げるほか、配合成分によってサンスクリーン剤などの機能を持たせることができる。
形状は固体からゲル状であり、ゲル状のものは指先に取って、スティック状のものは口紅のように直接唇に塗って使用する。
軍用のサバイバルキットにはリップクリームを入れたものがある。これは過酷な環境下において、唇の傷みによって食事や会話に支障が出ることを防ぐためである。